# Rhombosoma
Rhombosoma är ett släkte av skalbaggar. Rhombosoma ingår i familjen vivlar.
Kladogram enligt Catalogue of Life:
| Rhombosoma | \| \| Rhombosoma acuminatum \| \| \| \| |
|            | \| \| Rhombosoma acuminatum \| \| \| \| |
|            | Rhombosoma acuminatum                   |
|            |                                         |